# Fontaine-l’Abbé
Fontaine-l’Abbé település Franciaországban, Eure megyében. Lakosainak száma 567 fő (2022. január 1.). Fontaine-l’Abbé Saint-Léger-de-Rôtes, Beaumont-le-Roger, Bernay, Corneville-la-Fouquetière, Menneval és Treis-Sants-en-Ouche községekkel határos.

## Népesség
A település népességének változása:
| Lakosok száma | 476  | 510  | 564  | 564  | 559  | 528  | 527  | 549  | 553  | 567  |
|               | 1968 | 1982 | 1990 | 2006 | 2013 | 2015 | 2017 | 2019 | 2020 | 2022 |